# Lithocystis latifronsi
Lithocystis latifronsi is een soort in de taxonomische indeling van de Myzozoa, een stam van microscopische parasitaire dieren. Het organisme komt uit het geslacht Lithocystis en behoort tot de familie Urosporidae. Lithocystis latifronsi werd in 1971 ontdekt door Brownwell & McCauley.